# سان (حرف)
سان (حرف) (بزرگ Ϻ، کوچکϻ; (به یونانی: σάν) [san]) یکی از حرف‌های الفبای یونانی بود. شکل آن شبیه شکل به پهلو چرخیده M امروزی الفبای لاتین یا سیگمای الفبای یونانی بود و به عنوان جایگزین سیگما در تولید صدای /س/ عمل می‌کرد و در الفبا بین پی و قوپا قرار داشت. از نام «سان» علاوه بر نشان دادن این حرف تاریخی مستقل، به عنوان یک نام جایگزین برای نشان دادن حرف سیگما نیز استفاده می‌شده‌است.